# Les Rendez-vous du diable
Pour plus de détails, voir Fiche technique et Distribution.
Les Rendez-vous du diable est un film documentaire français réalisé par Haroun Tazieff tourné en 1958, sorti le 1er janvier 1959.
Ce film d'une durée de 80 min est le plus connu d'Haroun Tazieff, un peu à l'instar du Monde du silence de Cousteau, film qui a inspiré Tazieff. 

## Synopsis
Le célèbre géologue a filmé les cratères en activité de volcans d’Europe, d’Asie et d’Amérique latine. Tazieff cherche toujours à être au plus près du cratère, malgré le danger couru et les risques permanents à prendre, afin de nous plonger au cœur de l’éruption.
Les volcans visités sont le Sakurajima et l'Aso-San au Japon, le Taal aux Philippines, l'Anak Krakatoa, le Sumbing et le Mérapi en Indonésie, l'Izalco au Salvador, le Stromboli et l'Etna en Italie, et Faïal au Portugal. 

## Fiche technique

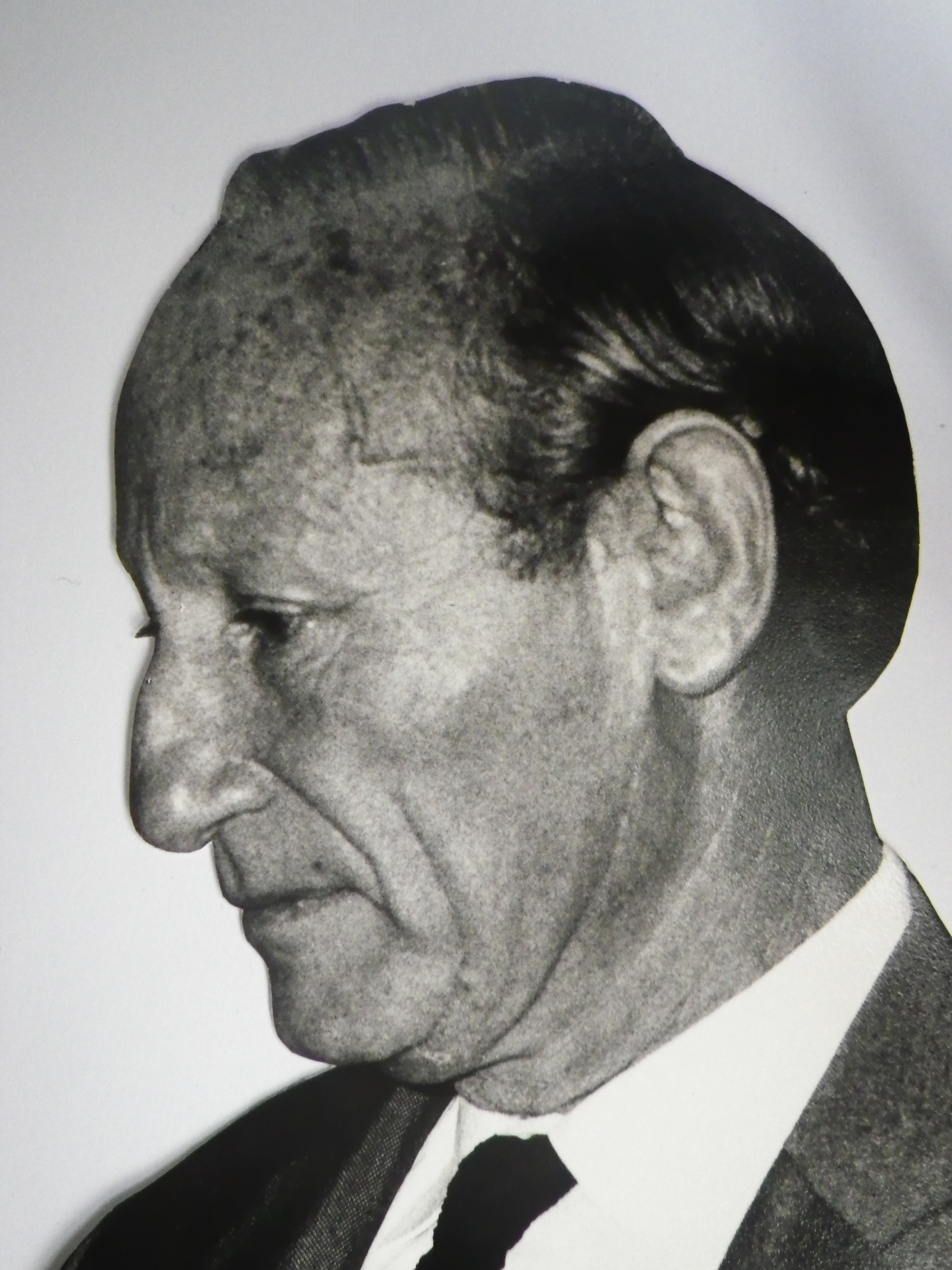
Haroun Tazieff à Saint-Denis de La Réunion en 1972

- Titre original : Les Rendez-vous du diable
- Titre alternatif : Vulcano
- Réalisateur : Haroun Tazieff
- Texte : Paul Guimard et R. M. Arlaud
- Musique : Marius-François Gaillard
- Photographie : Haroun Tazieff avec la collaboration de Pierre Bichet, Aldo Scavarda, Wanwo Runtu[1]
- Conseils techniques : René Le Hénaff
- Son : René Sarazin, Antoine Petitjean
- Montage : Jean Hamon, Michel Leroy, Monique Fardoulis, Josée Matarasso
- Schémas animés : Équipe Arcady
- Production : Jacques Constant, Haroun Tazieff
- Coproduction : Union générale cinématographique
- Format : couleur (Agfacolor et Kodachrome) - son mono
- Genre : Documentaire
- Durée : 80 minutes
- Date de sortie :  
  - France : 1er janvier 1959

## Distribution
- Haroun Tazieff : lui-même
- Claude Dasset : récitant
- Jean Danet : récitant

## Genèse
Sur les conseils de Paul-Émile Victor, qui a un projet similaire, Tazieff se lance dans le projet de réaliser un film long métrage. Tazieff, a déjà réalisé plusieurs documentaires courts métrages avec sa caméra 16 mm, légère et qu'il peut manier seul, mais pour un long métrage il faut passer au 35 mm, du matériel beaucoup plus lourd. Il faut donc trouver un cadreur capable de l'accompagner jusqu'au sommet des volcans. Par l'entremise d'un ami, il choisit pour compagnon de route Pierre Bichet, qui n'a aucune expérience cinématographique, mais qui est artiste peintre professionnel et spéléologue. Ensemble, ils vont faire le tour du monde, de volcan en volcan, pendant deux ans, de 1955 à 1957. Après un an de montage, le film est présenté à la fin de l'année 1958. 

## Distinctions
- Prix Pellman du cinéma 1959
- Festival international du film de Melbourne 1962 : meilleur court métrage (pour la version anglaise)
- British Academy Film Awards 1962 : meilleur film documentaire (pour la version anglaise)

## Postérité
Des plans de volcan issus de ce documentaire sont utilisés dans le film Fantomas se déchaîne.